# Drosophila flavopilosa
Drosophila flavopilosa är en tvåvingeart som beskrevs av Frey 1918. Drosophila flavopilosa ingår i släktet Drosophila och familjen daggflugor.
Artens utbredningsområde täcker stora delar av Sydamerika.